# إريك بارنارد
إريك بارنارد هو سياسي أسترالي، ولد في 13 يوليو 1924 في Mole Creek ‏ في أستراليا، وتوفي في 21 أبريل 2017 في Margaret River, Western Australia ‏ في أستراليا. نشط حزبياً في حزب العمال الأسترالي. وقد انتخب Speaker of the Tasmanian House of Assembly ‏ (7 يونيو 1972 – 6 مايو 1975) وانتخب عضو مجلس نواب تسمانيا ‏ عن دائرة Division of Franklin (state) ‏ (2 مايو 1959 – 7 أغسطس 1979).